# Math.h
math.h — заголовочный файл стандартной библиотеки языка программирования С, разработанный для выполнения простых математических операций. Большинство функций привлекают использование чисел с плавающей точкой. C++ также реализует данные функции для обеспечения совместимости, все они содержатся в заголовочном файле cmath.
Все эти функции принимают double, если не определено иначе. Для работы с типами float и long double используются функции с постфиксами f и l соответственно.
Все функции, принимающие или возвращающие угол, работают с радианами.

## Базовые функции
| Имя       | Описание                                                                     |
| --------- | ---------------------------------------------------------------------------- |
| abs       | Возвращает абсолютную величину целого числа                                  |
| acos      | арккосинус                                                                   |
| asin      | арксинус                                                                     |
| atan      | арктангенс                                                                   |
| atan2     | арктангенс с двумя параметрами                                               |
| ceil      | округление до ближайшего большего целого числа                               |
| cos       | косинус                                                                      |
| cosh      | гиперболический косинус                                                      |
| exp       | вычисление экспоненты                                                        |
| fabs      | абсолютная величина (числа с плавающей точкой)                               |
| floor     | округление до ближайшего меньшего целого числа                               |
| fmod      | вычисление остатка от деления нацело для чисел с плавающей точкой            |
| frexp     | разбивает число с плавающей точкой на мантиссу и показатель степени.         |
| ldexp     | умножение числа с плавающей точкой на целую степень двух                     |
| log       | натуральный логарифм                                                         |
| log10     | логарифм по основанию 10                                                     |
| modf(x,p) | извлекает целую и дробную части (с учетом знака) из числа с плавающей точкой |
| pow(x,y)  | результат возведения x в степень y, xy                                       |
| round     | математическое округление                                                    |
| sin       | синус                                                                        |
| sinh      | гиперболический синус                                                        |
| sqrt      | квадратный корень                                                            |
| tan       | тангенс                                                                      |
| tanh      | гиперболический тангенс                                                      |

## Функции стандарта C++
| Имя             | Описание                                                                                                |
| --------------- | --- |
| acosh           | гиперболический ареакосинус                                                                             |
| asinh           | гиперболический ареасинус                                                                               |
| atanh           | гиперболический ареатангенс                                                                             |
| cbrt            | кубический корень                                                                                       |
| copysign(x,y)   | возвращает величину, абсолютное значение которой равно x, но знак которой соответствует знаку y         |
| erf             | функция ошибок                                                                                          |
| erfc            | дополнительная функция ошибок                                                                           |
| exp2(x)         | значение числа 2, возведённого в степень x, 2x                                                          |
| expm1(x)        | значение функции ex − 1                                                                                 |
| fdim(x,y)       | вычисление положительной разницы между x и y, fmax(x−y, 0)                                              |
| fma(x,y,z)      | значение функции (x * y) + z (см. FMA)                                                                  |
| fmax(x,y)       | наибольшее значение среди x и y                                                                         |
| fmin(x,y)       | наименьшее значение среди x и y                                                                         |
| hypot(x,y)      | гипотенуза, sqrt(x² + y²)                                                                               |
| ilogb           | экспонента числа с плавающей точкой, конвертированная в int                                             |
| lgamma          | натуральный логарифм абсолютного значения гамма-функции                                                 |
| llrint          | округление до ближайшего целого (возвращает long long)                                                  |
| lrint           | округление до ближайшего целого (возвращает long)                                                       |
| llround         | округление до ближайшего целого в направлении от нуля (возвращает long long)                            |
| lround          | округление до ближайшего целого в направлении от нуля (возвращает long)                                 |
| log1p(x)        | натуральный логарифм 1 + x                                                                              |
| log2            | логарифм по основанию 2                                                                                 |
| logb            | целочисленная часть логарифма x по основанию 2                                                          |
| nan(s)          | возвращает нечисловое значение 'Not a Number'                                                           |
| nearbyint       | округление аргумента до целого значения в формате числа с плавающей точкой                              |
| nextafter(x,y)  | следующий ближайшее представимое для x (по направлению к y)                                             |
| nexttoward(x,y) | то же, что и nextafter, но y имеет тип long double                                                      |
| remainder(x,y)  | вычисляет остаток от деления согласно стандарту IEC 60559                                               |
| remquo(x,y,p)   | то же, что и remainder, но сохраняет коэффициент по указателю p (как int)                               |
| rint            | округление до целого (возвращает int) с вызовом ошибки inexact, если результат отличается от аргумента. |
| round           | округление до целого (возвращает double)                                                                |
| scalbln(x,n)    | x * FLT_RADIXn (n is long)                                                                              |
| scalbn(x,n)     | x * FLT_RADIXn (n is int)                                                                               |
| tgamma          | гамма-функция                                                                                           |
| trunc           | отбрасывание дробной части                                                                              |

## Расширения XSI
Эти функции не описаны в стандартах ANSI или ISO C, но могут присутствовать в системах в качестве расширений X/Open.
| Имя        | Описание                                                         |
| ---------- | ---------------------------------------------------------------- |
| j0(x)      | значение функций Бесселя первого рода порядков 0 для аргумента x |
| j1(x)      | значение функций Бесселя первого рода порядков 1 для аргумента x |
| jn(n,x)    | значение функций Бесселя первого рода порядка n                  |
| scalb(x,y) | x * FLT_RADIXy (x и y типа double)                               |
| y0(x)      | значение функций Бесселя второго рода порядков 0 для аргумента x |
| y1(x)      | значение функций Бесселя второго рода порядков 1 для аргумента x |
| yn(n,x)    | значение функций Бесселя второго рода порядка n                  |

Использование функций конвертации double-string ecvt, fcvt и gcvt не рекомендуется в пользу sprintf.

## libm
Под Linux и FreeBSD математические функции (объявленные в math.h) хранятся отдельно в математической библиотеке libm.
Таким образом, если любая из этих инструкций используется, при сборке компоновщику должна быть передана опция -lm.
Существует несколько реализаций libm, включая:
- GNU libc's libm
- Sun's FDLIBM, которая была использована как основа для FreeBSD's msun, которая, в свою очередь, является основой Julia's OpenLibm
- Arénaire project’s CRlibm (Correctly Rounded mathematical library)
- AMD's libm